# GOCR
GORC es un programa OCR (Optical Character Recognition) desarrollado bajo la Licencia Pública GNU. Convierte el texto en imágenes a archivos de texto. Joerg Schulenburg inició el programa, y ahora lidera el equipo de desarrolladores.
GOCR puede ser usado con diferentes front-end (Front-end y back-end), con lo que hace muy fácil el portarlo a diferentes SOs y arquitecturas.